# Otto Barth (Oberamtmann)
Otto Barth (* 18. Mai 1881 in Ulm; † 11. Oktober 1947 ebenda) war ein württembergischer Oberamtmann und Landrat.

## Leben
Otto Barths Vater war Oberlehrer und Rektor. Nach dem Besuch des Gymnasiums studierte er Rechtswissenschaften in Tübingen. Er gehörte der Turnerschaft Hohenstaufia an. 1906 legte er die erste und 1908 die zweite Staatsprüfung ab. Seine berufliche Laufbahn begann Otto Barth 1908 als Hilfsarbeiter beim Stadtpolizeiamt Stuttgart, im selben Jahr trat er in die württembergische Innenverwaltung ein. 1914 wurde er Vorstand des Stadtpolizeiamts Stuttgart. Von 1915 bis 1918 leistete er Kriegsdienst und trat 1921 als Amtmann beim Oberamt Ehingen wieder in die Innenverwaltung ein. Nach kurzer Tätigkeit als Amtsverweser in Künzelsau und Geislingen war er von 1922 bis 1923 Amtsverweser des Oberamts Nürtingen. 1922 wurde er Oberamtmann beim Oberamt Münsingen. Die Dienstbezeichnung wurde 1928 in Landrat geändert. 1929 ging er als Landrat nach Schorndorf und 1933 nach Ulm. 1945 suspendierte ihn die US-Militärregierung, von 1945 bis Juni 1947 war er interniert. Kurz darauf starb er.